# 寺地町西
寺地町西（てらじちょうにし）は、大阪府堺市堺区にある地名。2024年現在の行政地名は寺地町西一丁から寺地町西四丁。住居表示は実施済。

## 地理
堺区の中央部に位置する。北東は中之町西、南東は寺地町東、南西は少林寺町西、北西は大浜北町に接する。南東から順に一丁から四丁がある。

### 河川
- 土居川
  - 大浜橋
  - 相生橋

## 歴史

### 沿革
- 1872年（明治5年）、寺地町中浜・紺屋町より寺地町西成立。堺町のうち。
- 1879年（明治12年）、郡区町村編成法施行により、堺区の所属となる。
- 1889年（明治22年）、市制施行により、堺市の所属となる。
- 1959年（昭和34年）、寺地町・少林寺町西1 - 4丁・少林寺町・中之町西1 - 4丁の各一部を編入[6]。
- 2006年（平成18年）、堺市が政令指定都市に移行し、行政区を設置。寺地町西は堺区の所属となる。

## 世帯数と人口
2024年（令和6年）6月30日現在の世帯数と人口は以下の通りである。
| 丁           | 世帯数  | 人口  |
| ------------ | ------- | ----- |
| 寺地町西一丁 | 36世帯  | 48人  |
| 寺地町西二丁 | 109世帯 | 189人 |
| 寺地町西三丁 | 173世帯 | 261人 |
| 寺地町西四丁 | -       | -     |
| 計           | 318世帯 | 498人 |

### 人口の変遷
国勢調査による人口の推移。
| 1995年（平成7年）  | 557人 | [ 7 ]  |  |
| 2000年（平成12年） | 608人 | [ 8 ]  |  |
| 2005年（平成17年） | 601人 | [ 9 ]  |  |
| 2010年（平成22年） | 588人 | [ 10 ] |  |
| 2015年（平成27年） | 532人 | [ 11 ] |  |
| 2020年（令和2年）  | 495人 | [ 12 ] |  |

### 世帯数の変遷
国勢調査による世帯数の推移。
| 1995年（平成7年）  | 262世帯 | [ 7 ]  |  |
| 2000年（平成12年） | 274世帯 | [ 8 ]  |  |
| 2005年（平成17年） | 294世帯 | [ 9 ]  |  |
| 2010年（平成22年） | 298世帯 | [ 10 ] |  |
| 2015年（平成27年） | 283世帯 | [ 11 ] |  |
| 2020年（令和2年）  | 294世帯 | [ 12 ] |  |

## 学区
市立小・中学校に通う場合、学区は以下の通りとなる。
| 丁           | 番   | 小学校           | 中学校           |
| ------------ | ---- | ---------------- | ---------------- |
| 寺地町西一丁 | 全域 | 堺市立英彰小学校 | 堺市立大浜中学校 |
| 寺地町西二丁 | 全域 | 堺市立英彰小学校 | 堺市立大浜中学校 |
| 寺地町西三丁 | 全域 | 堺市立英彰小学校 | 堺市立大浜中学校 |
| 寺地町西四丁 | 全域 | 堺市立英彰小学校 | 堺市立大浜中学校 |

## 事業所
2021年（令和3年）現在の経済センサス調査による事業所数と従業員数は以下の通りである。
| 丁           | 事業所数 | 従業員数 |
| ------------ | -------- | -------- |
| 寺地町西一丁 | 3事業所  | 29人     |
| 寺地町西二丁 | 7事業所  | 31人     |
| 寺地町西三丁 | 6事業所  | 19人     |
| 寺地町西四丁 | 2事業所  | 35人     |
| 計           | 18事業所 | 114人    |

## 交通

### 道路
- 大道筋（大阪府道197号深井畑山宿院線）

## 施設
- 堺市立英彰小学校

## 郵便
- 郵便番号：590-0961[3]（集配局：堺郵便局[15]）。

## ギャラリー

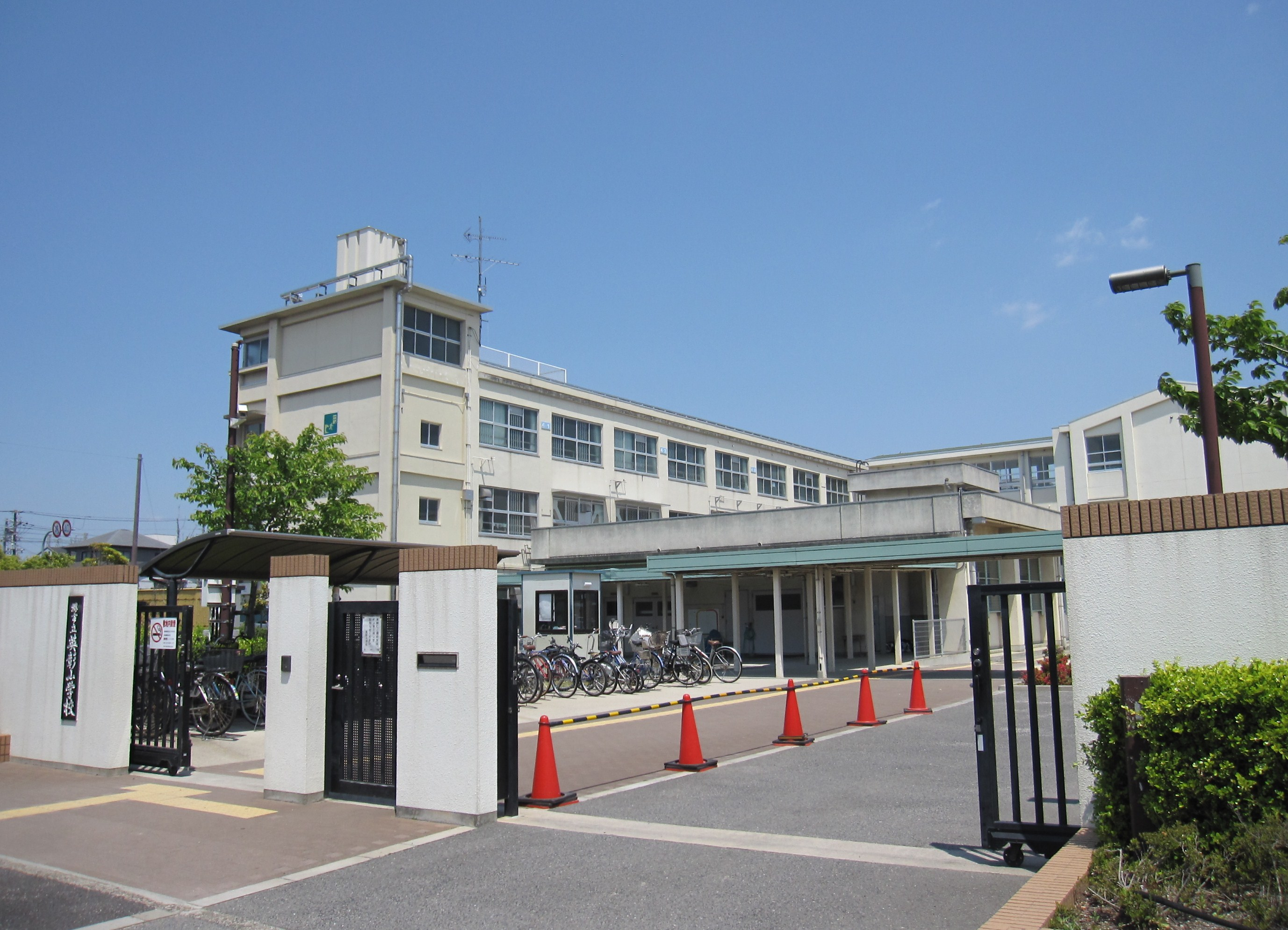
堺市立英彰小学校